# 1992 UY
1992 UY är en asteroid i huvudbältet som upptäcktes den 21 oktober 1992 av den japanska astronomen Takeshi Urata vid Nihondaira-observatoriet.